# Atletisme als Jocs Olímpics d'estiu de 2012 – 20 quilòmetres marxa masculins
La prova dels 20 quilòmetres marxa masculins dels Jocs Olímpics de Londres del 2012 es va disputar el 4 d'agost en un circuit entre The Mall i Constitution Hill, al centre de Londres.
El vencedor fou el xinès Chen Ding, que amb un temps d'1h 18' 46" establí un nou rècord olímpic. A continuació arribà el guatemalenc Erick Barrondo, que també superà l'anterior rècord olímpic, i tercer fou el també xinès Wang Zhen.

## Rècords
Abans de la prova els rècords del món i olímpic existents eren els següents:
| Rècord del món | Vladimir Kanaykin (RUS)   | 1h 17' 16" | Saransk, Rússia   | 29 de setembre de 2007 |
| Rècord olímpic | Robert Korzeniowski (POL) | 1h 18' 59" | Sydney, Austràlia | 22 de setembre de 2000 |

Durant la disputa de la prova es va batre el següent rècord:
| Data      | Prova | Nom             | Temps   | Rècord |
| --------- | ----- | --------------- | ------- | ------ |
| 4 d'agost | Final | Chen Ding (CHN) | 1:18:46 | OR     |

## Horaris
Tots els horaris són segons l'horari britànic (UTC+1)
| Data                        | Hora  | Ronda |
| --------------------------- | ----- | ----- |
| Dissabte, 4 d'agost de 2012 | 17:00 | Final |

## Medallistes
| Or              | Plata                | Bronze          |
| Chen Ding (CHN) | Erick Barrondo (GUA) | Wang Zhen (CHN) |

## Resultats
| Posició | Atleta                       | Temps   | Notes |
| ------- | ---------------------------- | ------- | ----- |
| Or      | Chen Ding (CHN)              | 1:18:46 | OR    |
| Argent  | Erick Barrondo (GUA)         | 1:18:57 |       |
| Bronze  | Wang Zhen (CHN)              | 1:19:25 |       |
| 4       | Cai Zilin (CHN)              | 1:19:44 |       |
| 5       | Miguel Ángel López (ESP)     | 1:19:49 | PB    |
| 6       | Eder Sánchez (MEX)           | 1:19:52 | SB    |
| 7       | Jared Tallent (AUS)          | 1:20:02 | SB    |
| 8       | Bertrand Moulinet (FRA)      | 1:20:12 | PB    |
| 9       | Robert Heffernan (IRL)       | 1:20:18 | SB    |
| 10      | Irfan Kolothum Thodi (IND)   | 1:20:21 | NR    |
| 11      | João Vieira (POR)            | 1:20:41 | SB    |
| 12      | Dzianis Simanovich (BLR)     | 1:20:42 | PB    |
| 13      | Iñaki Gomez (CAN)            | 1:20:58 | NR    |
| 14      | Erik Tysse (NOR)             | 1:21:00 | SB    |
| 15      | Alexandros Papamichail (GRE) | 1:21:12 | NR    |
| 16      | Ivan Trotski (BLR)           | 1:21:23 | SB    |
| 17      | Kim Hyun-Sub (KOR)           | 1:21:36 | SB    |
| 18      | Isamu Fujisawa (JPN)         | 1:21:48 |       |
| 19      | Dawid Tomala (POL)           | 1:21:55 |       |
| 20      | Eider Arevalo (COL)          | 1:22:00 |       |
| 21      | André Höhne (GER)            | 1:22:02 |       |
| 22      | Juan Manuel Cano (ARG)       | 1:22:10 | NR    |
| 23      | Anton Kučmín (SVK)           | 1:22:25 | PB    |
| 24      | Grzegorz Sudoł (POL)         | 1:22:40 |       |
| 25      | Takumi Saito (JPN)           | 1:22:43 |       |
| 26      | Trevor Barron (USA)          | 1:22:46 |       |
| 27      | Nazar Kovalenko (UKR)        | 1:22:54 |       |
| 28      | James Rendon (COL)           | 1:22:54 | SB    |
| 29      | Rafał Augustyn (POL)         | 1:23:17 |       |
| 30      | Ruslan Dmytrenko (UKR)       | 1:23:21 |       |
| 31      | Byun Young-Jun (KOR)         | 1:23:26 |       |
| 32      | Máté Helebrandt (HUN)        | 1:23:32 | PB    |
| 33      | Gurmeet Singh (IND)          | 1:23:34 |       |
| 34      | Isaac Palma (MEX)            | 1:23:35 |       |
| 35      | Georgiy Sheiko (KAZ)         | 1:23:52 |       |
| 36      | Yusuke Suzuki (JPN)          | 1:23:53 | SB    |
| 37      | Andrey Krivov (RUS)          | 1:24:17 |       |
| 38      | Chris Erickson (AUS)         | 1:24:19 |       |
| 39      | Caio Bonfim (BRA)            | 1:24:45 |       |
| 40      | Marius Žiūkas (LTU)          | 1:24:45 |       |
| 41      | Yerko Araya (CHI)            | 1:25:27 | SB    |
| 42      | Giorgio Rubino (ITA)         | 1:25:28 |       |
| 43      | Baljinder Singh (IND)        | 1:25:39 |       |
| 44      | Mauricio Arteaga (ECU)       | 1:25:51 |       |
| 45      | Arnis Rumbenieks (LAT)       | 1:26:26 |       |
| 46      | Ever Palma (MEX)             | 1:26:30 |       |
| 47      | Ivan Losyev (UKR)            | 1:26:50 |       |
| 48      | Predrag Filipović (SRB)      | 1:27:22 |       |
| –       | Valeriy Borchin (RUS)        | –       | Abd   |
| –       | Álvaro Martín (ESP)          | –       | Abd   |
| –       | Park Chil-Sung (KOR)         | –       | Abd   |
| –       | Ebrahim Rahimian (IRN)       | –       | Abd   |
| –       | Adam Rutter (AUS)            | –       | Abd   |
| –       | Hassanine Sebei (TUN)        | –       | Abd   |
| –       | Vladimir Kanaykin (RUS)      | –       | DQ    |
| –       | Luis Fernando López (COL)    | –       | DQ    |

OR - Rècord olímpics / NR - Rècord nacional / PB - Millor marca personal / SB - Millor marca de la temporada